# Мега-Чад
17°01′52″ пн. ш. 18°13′15″ сх. д. / 17.03111111° пн. ш. 18.22083333° сх. д.
Мега-Чад (також Палео-Чад) — назва доісторичного озера в басейні Чаду, Центральна Африка.

## Озера періоду зеленої Сахари
Мега-Чад було найбільшим із чотирьох великих озер, які утворилися в центральній частині Сахеля під час неолітичного субплювіалу (10 000–2 000 рр. до н. е.;). 
Іншими трьома були Нубійське палео-озеро (приблизно 1000 км²), озера Мега-Дарфур (приблизно 30 000 км²) і Мега-Феццан (приблизно 150 000 км²).

## Історія клімату
Ймовірно, озеро наповнювалося принаймні двічі в історії Землі. 
Приблизно 55 000 років тому його площа становила 1,95 мільйона км² 
, 
що було б приблизно в п’ять разів більше, ніж Каспійське море, яке зараз є найбільшим озером у світі. 
Потім воно повністю висохло під час посушливих геологічних епох в Африці; 
Це висихання було викликано зледенінням північної півкулі. 
В цей час дюни просунулися до сьогоднішньої 800-міліметрової ізолінії. 
Ці посушливі кліматичні умови тривали до 12 000 років тому, коли клімат змінився на мусонний і почався плювіал Зеленої Сахари, що дозволило озеру знову наповнитись. 
Мега Чад мав коливання рівня води. 
11 500 років тому воно досягло глибини води 15 м, після чого зменшило свої розміри, що відповідало сучасному озеру Чад. 
9000 років тому він досягав глибини води 38 метрів. 
Мега-Чад досяг свого найбільшого масштабу в голоцені приблизно 6000 років тому. 
У той час він займав площу близько 360 000 км², що відповідає середній глибині води 65 м. 
Місія SRTM виявила вихідну берегову лінію приблизно на рівні 325 м над півнем моря, що відповідає максимальній глибині приблизно 170 м. Його найглибша точка була в сучасній западині Боделе
.

## Трансгресія
У період свого найбільшої трансгресії озеро простягалося від Тібесті до гірського масиву Еннеді на півночі та півдні до території сучасного Камеруну та Нігерії та охоплювало приблизно третину території сучасного Чаду. 
Основними його притоками були Шарі, Логон, Комадугу-Йобе, Ель-Бейд, Єдсерам, Нгадда; Батха та нині переважно пересохла Еннеріс (ваді), яка забезпечувала озеро водою з Тібесті та Еннеді.

## Регресія
Регіональні кліматичні зміни зменшили інтенсивність західноафриканських мусонів. Це призвело до зменшення кількості води, що потрапляє в озеро, і поверхня води почала неухильно зменшуватися з пізнього мезоліту (приблизно 4000 р. до н. е.). Близько 4000 років тому від колишнього «мега-озера» залишилися лише три залишки: озеро Чад, озеро Фітрі та озеро Боделе 

Хоча озера Чад і Фітрі існують і сьогодні, озеро Боделе вже висохло.

## Геологічні докази
Озеро залишило досить чітко помітні сліди в ландшафті, наприклад, на скелі Ангамма, на виході з долини Ділія-де-Лаган в Нігері та на хребті Бама-Біч у штаті Борно в Нігерії 
.
Попередній стік також добре видно на супутникових знімках. 
Вона все ще є зв'язком між Шарі та Нігерською  водною системою сьогодні. 
Під час повеней біля Бонгору Логон живить низовину Тупурі, яка відгалужується на південний захід, з болотами, які частково впадають у Бенуе, а частково в озеро Чад. 
Озеро Фіанга, яке розташоване в колишньому стоці, зазнає коливань глибини в середньому до двох метрів на рік.